# Ben Dodwell
Ben Dodwell, född den 17 april 1972 i Melbourne i Australien, är en australisk roddare.
Han tog OS-brons i fyra utan styrman i samband med de olympiska roddtävlingarna 2000 i Sydney.